# Guan Yingnan
Guan Yingnan (née le 25 avril 1976 à Dalian) est une athlète chinoise, spécialiste du saut en longueur. 

## Biographie

### Palmarès
| Date | Compétition                    | Lieu         | Résultat | Performance |
| ---- | ------------------------------ | ------------ | -------- | ----------- |
| 1996 | Championnats du monde juniors  | Sydney       | 1re      | 6,53 m      |
| 1998 | Championnats d'Asie            | Fukuoka      | 1re      | 6,83 m      |
| 1998 | Coupe du monde des nations     | Johannesburg | 3e       | 6,74 m      |
| 1998 | Jeux asiatiques                | Bangkok      | 1re      | 6,89 m      |
| 1999 | Championnats du monde en salle | Maebashi     | 6e       | 6,59 m      |
| 2001 | Championnats du monde en salle | Lisbonne     | 7e       | 6,59 m      |
| 2001 | Jeux de l'Asie de l'Est        | Osaka        | 1re      | 6,61 m      |
| 2001 | Universiade                    | Pékin        | 2e       | 6,56 m      |
| 2004 | Championnats du monde en salle | Budapest     | 4e       | 6,75 m      |
| 2005 | Jeux asiatiques en salle       | Pattaya      | 1re      | 6,54 m      |

### Records
| Épreuve          | Épreuve      | Performance | Lieu     | Date        |
| ---------------- | ------------ | ----------- | -------- | ----------- |
| Saut en longueur | En plein air | 6,95 m      | Chengdu  | 10 mai 2000 |
| Saut en longueur | En salle     | 6,80 m      | Budapest | 6 mars 2004 |